# Anders Johansson (musikmanager)
Lars Anders Johansson, född 4 juli 1973, är en svensk musikmanager inom A&R, känd för sitt arbete för A-Teens, Carola Häggkvist, Sahara Hotnights, Smith & Thell, Veronica Maggio, Sandro Cavazza och estraden med fler.

## Biografi
Anders Johansson växte upp i Alnö utanför Sundsvall, men flyttade till Stockholm i unga år. Efter studier i England och USA började han på Stockholm Records som praktikant och senare ansvarig för A&R, med Ola Håkansson som en av sina mentorer. Här signade han LOK 1997 och rekryterade medlemmarna i A-Teens 1998. År 2001 blev han A&R-chef hos Universal efter deras uppköp av Stockholm Records.
Därefter grundade Johansson det egna företaget Albot & Albot inom A&R 2008, och blev manager för Veronica Maggio, Sahara Hotnights och Carola Häggkvist. Parallellt engagerades han för att hantera A&R för Melodifestivalen från 2012.
År 2016 startade han ett samarbete med New York-baserade Jon Allen under namnet Buddys. Deras klienter har inkluderat Veronica Maggio, Smith & Thell, Sandro Cavazza, NOTD och estraden.
Sedan 2018 har Johansson varit ledamot av styrelsen för Music Managers Forum Sweden (MMF).
Johansson utnämndes till MVP vid Denniz Pop Awards 2022.